# Rodeo (község)
Rodeo község Mexikó Durango államának középső részén. 2010-ben lakossága kb. 12 800 fő volt, ebből mintegy 4700-an laktak a községközpontban, Rodeóban, a többi lakos a község területén található 53 kisebb településen élt. Címere azonos Durango állam címerével.

## Fekvése
A község Durango állam közepén fekszik, területét nagyjából északnyugat–délkeleti irányban átszeli a Nazas folyó völgye (legalacsonyabb pontja kb. 1200 m-es tengerszint feletti magassában fekszik), a völgy két oldalán emelkedő hegyek magassága a község nyugati részén a 2700 métert is eléri. A Nazas mellett másik állandó vízfolyása a San Juan, mely itt torkollik a Nazasba, emellett számos időszakos patak folyik le a hegyekből, közülük a jelentősebbek: a La Higuera, az Ojo de Agua, a Borcelanas, az Alamito, a La Vieja, a Coneto, az Arroyo Ancho, a La Tajada, az Arroyo Viejo, az El Tigre, az El Jabalí és az El Palmito. Rodeo község területének mintegy 12–13%-án termesztenek növényeket (a folyóvölgyben), a legelők körülbelül 19%-ot tesznek ki, a maradék terület pedig legnagyobb részben bozótos, az erdők csak néhány százalékot foglalnak el a terület nyugati szélén.

## Népesség
A község lakóinak száma a közelmúltban folyamatosan csökkent, csak az utolsó néhány évben indult újra növekedésnek. A változásokat szemlélteti az alábbi táblázat:
| Év   | Lakosság |
| ---- | -------- |
| 1990 | 14 208   |
| 1995 | 13 547   |
| 2000 | 12 497   |
| 2005 | 11 231   |
| 2010 | 12 788   |

## Települései
A községben 2010-ben 54 lakott helyet tartottak nyilván, de nagy részük igen kicsi: 21 településen 50-nél is kevesebben éltek. A jelentősebb helységek:
| Település                   | Lakosság (2010) |
| --------------------------- | --------------- |
| Rodeo (községközpont)       | 4666            |
| Abasolo                     | 1208            |
| Santa Bárbara               | 579             |
| Leandro Valle               | 463             |
| Higueras                    | 415             |
| San Salvador de Horta       | 375             |
| Los Ángeles (Tierra Prieta) | 372             |
| Linares del Río             | 357             |
| Niños Héroes (San Rafael)   | 317             |
| Alamillo Galeana            | 311             |
| Hidalgo de San Antonio      | 281             |
| Los Amoles                  | 271             |
| Tierra Blanca               | 230             |
| Francisco Zarco (Tatantón)  | 226             |
| Las Ánimas                  | 225             |